# Nenad Levinger
Nenad Levinger (Sveti Ivan Žabno, 1947. – Veli Lošinj, 2008.), slikar.
Rođen je 1947. godine u mjestu Sv. Ivan Žabno, a njegovo djetinjstvo obilježile su brojne selidbe, živio je u Bijeljini, Doboju, na Rabu u Senju i od 1961. godine na Lošinju.
Slikarskim pozivom odlučio se baviti kao osmogodišnjak, dok je s obitelji živio u Rabu. Iako bez akademskog obrazovanja, izrastao je u cijenjenog umjetnika. Godine 1979. u obiteljskoj kući u Velom Lošinju otvorio je galeriju. Izlagao u Hrvatskoj i inozemstvu (Italija, Poljska, Njemačka, Sjedinjene Države, itd.).